# Plasmodi vivaç
El plasmodi vivaç (Plasmodium vivax) és un apicomplex paràsit de l'home. És l'agent causal d'una forma de la febre terçana benigna. L'esquizofont madur dona lloc a un nombre de merozoïts entre dotze i vint-i-quatre. El trofozoït incicial té forma d'anell.
Els seus gametòcits són grossos, entre ovalats i rodons i augmenten el volum dels glòbuls vermells que infecten.

## Morfologia
Microscòpicament, el glòbul vermell parasitat és dues vegades més gran que una cèl·lula normal, lleugerament rosats amb puntejats citoplasmàtics (grànuls de Schüfner). El paràsit internalitzat té una forma irregular, descrit com ameboide. Els esquizontes del P. vivax tenen fins a 20 merozoïts dins d'ells. És estrany veure cèl·lules amb més d'un paràsit internalitzats. Els merozoïts només s'adhereixen a glòbuls vermells immadurs (reticulòcits) i per això, no és estrany veure més del 3% dels eritròcits circulants parasitats.
P. vivax i P. ovale que hagin estat en EDTA per més de mitja hora abans que el frotis sigui examinat, es veuran molt similars en aparença al P. malariae, pel que és important advertir al laboratori immediatament quan una mostra de sang és extreta per processar-tan aviat com arribi al seu destí. Els frotis sanguinis han de ser preparats preferentment abans de mitja hora des que es va prendre la mostra, i al que màxim, menys d'una hora abans de l'hora de la presa.
El període d'incubació per a la infecció, usualment està entre 10 i 17 dies i de vegades fins a un any. Els estadis hepàtics permeten que hi hagi una recaiguda fins a 5 anys després de l'eliminació dels estadis eritrocítics s'han eliminat i la clínica ha estat curada.

### Formes asexuals
Trofozoïts immadurs (forma d'anell), aproximadament 1/3 del diàmetre de l'eritròcit.
" Ameboides " - es poden observar diversos processos pseudòpodes. La presència de grans fins de pigment marró (pigment malàric) o hematina, probablement derivat d'hemoglobina del glòbul vermell infectat.
Esquizont, tan llargs com un glòbul vermell, per la qual cosa l'eritròcit es torna més distès i allargat que de costum.

### Formes sexuals
Gàmeta : reconeguts per la fecundació de la femella